# 感覚刺激
知覚心理学において、感覚刺激（かんかくしげき、sensory cue）とは、知覚者が感覚入力から抽出できる統計や信号（あるいは合図、キューとも表現される）であり、知覚者が関心を持つ世界の特性の状態を示すものである。
刺激は、信号内に存在するデータの組織であり、意味のある外挿（感覚的なデータを基に、周囲の世界や物事の特性を推測するプロセス）を可能にする。例えば、感覚刺激には視覚刺激、聴覚刺激、触覚刺激、嗅覚刺激、環境心理学的な刺激が含まれる。感覚刺激は、知覚に関する理論、特に物の外観に関する理論において基本的な要素である。
補足: cue と stimuli の違いは、ある環境で発生するあらゆる種類の刺激は stimuli であるが、cue はその中でも行動や情報、判断に役立つ、意味のある手がかりやヒントになるものを指す。例えば、足音そのものは単に stimuli だが、それが「人が近づいている」などの判断に役立つものは cue とされる。

## 概念
感覚刺激の役割を説明するために用いられる主な理論には、以下の二つがある。一つは構成主義的知覚理論に基づくもので、もう一つは生態学的知覚理論に基づくものである。
構成主義的知覚理論に基づいて、ヘルムホルツ（1821年-1894年）は、視覚システムが無意識の推論を通じて視覚的知覚を構築すると考えた。この過程では、感覚刺激が使われ、世界の状態についての確率的推論が行われる。これらの推論は過去の経験に基づいており、感覚刺激の最も一般的に正しい解釈が今後も通用すると仮定される。視覚的知覚はこの過程の最終的な結果である。ブルンスウィク（1903年-1955）は後にレンズモデルを用いてこれらの概念を正式化し、感覚刺激の使用を二つの部分に分けた。なお、以下は「合図」および「的合図」を「感覚刺激」に置き換えた文章である。
一つは感覚刺激の生態学的妥当性、すなわちその感覚刺激が世界の特性と相関する可能性、もう一つはシステムがその感覚刺激をどのように活用するかである。これらの理論において、正確な知覚には、推論を可能にするための十分に高い生態学的妥当性を持つ感覚刺激の存在と、システムが知覚を構築する際にこれらの感覚刺激を適切に利用することが求められる。
第二の理論セットは、ギブソン（1904-1979）によって提唱され、生態学的知覚理論に基づいている。これらの理論は、正確な知覚を達成するために推論は必要ないと主張する。むしろ、視覚システムは物体やその周囲に関連する十分な感覚刺激を取り入れることができる。これは、入ってくる感覚刺激とそれが表す環境との間に一対一の対応を作成できることを意味する。このマッピングは、ある計算上の制約によって形作られるものであり、これは生物の環境で共通して見られる特性である。最終的な結果は同じであり、視覚的前提がこの過程によって現れる。
感覚刺激の組み合わせは、複数の情報源からの情報が脳によってどのように統合されて単一の知覚経験や反応を生み出すかを理解することを目指す、知覚における活発な研究領域である。最近の感覚刺激リクルート実験では、成人の視覚システムが古典的（パブロフ的）条件付けを通じて新しい感覚刺激を利用することを学ぶことができることが示されている。

## 視覚的感覚刺激
視覚感覚刺激は、光の形で目によって受け取られ、視覚知覚中に視覚システムによって処理される感覚刺激である。視覚システムは多くの種、特に人間において支配的であるため、視覚感覚刺激は世界の認識における重要な情報源となっている。

### 感覚刺激の種類

#### 深さ
物体のサイズや距離を推定し、三次元で世界を知覚する能力は、深度感覚刺激に大きく依存している。主な深度感覚刺激には、立体視と運動視差があり、どちらも視差に基づいている。視差とは、異なる二つの視点から見たときの物体の位置の違いである。立体視では、目の間の距離が異なる視点の源となり、これにより両眼視差が生じる。運動視差は、頭や体の動きを利用して必要な視点を生み出す。

#### 動作
視覚システムは、複数の神経細胞のクラスターからの情報に基づく単純なメカニズムを使用して動きを検出できるだけでなく、コントラスト、形、テクスチャなどの複数の感覚刺激を統合することで、動きを総合的に把握することもできる。自己の動きを判断する際の主要な視覚情報源の一つは、オプティックフローである。オプティックフローは、エージェントが動いているかどうかだけでなく、その方向や相対速度も示す。

#### 生体的動作
特に人間は、生物的な要因によって生じる動きを検出する非常に優れた能力を進化させてきた。これは、点が動物の関節を表すポイントライトディスプレイでも同様である。最近の研究では、このメカニズムが、与えられた人間のポイントライトモデルの性別、感情状態、および行動も判別できることが示唆されている。

#### 色
色を識別する能力は、生物が危険を迅速かつ容易に認識するのを可能にする。多くの鮮やかな色をした植物や動物は、通常、毒素を持っているなど何らかの脅威をもたらすからである。色はまた、運動行動や説得的なメッセージの解釈を準備させる推論的な手がかり (キュー) としても機能する。

#### コントラスト
コントラスト、つまり物体を識別しやすくする輝度や色の違いは、エッジ検出において重要であり、キューとして機能する。

## 聴覚における感覚刺激
聴覚キュー (刺激) とは、耳を通じて受け取られる音の信号であり、脳に音を聞かせる役割を果たすものである。これらの刺激を受け取り、処理した結果は総称して聴覚と呼ばれ、心理学、認知科学、神経生物学の分野で研究の対象となっている。

### 聴覚的システム
人間や動物の聴覚系は、周囲からの情報を音波として取り込み、同化することを可能にしている。音波はまず耳介と外耳道を通り、これらは外耳を構成する部分である。その後、音は中耳の鼓膜（鼓膜としても知られる）に到達する。鼓膜は、ツチ骨、キヌタ骨、アブミ骨を振動させる。アブミ骨は、中耳と内耳を隔てる卵円窓を覆う膜を押すことによって、これらの振動を内耳に伝達する。内耳には蝸牛があり、毛細胞を含む液体で満たされた構造である。これらの毛細胞は、入ってくる振動を電気信号に変換する役割を果たし、その後、脳に伝送される。聴神経は毛細胞によって生成された信号を内耳から外へ運び、大脳皮質の聴覚受容領域へと向かわせる。この信号は、いくつかの皮質下構造を経由し、最終的に側頭葉の一次聴覚受容領域へ到達する。

### 音の位置を特定するための感覚刺激
人間は特定の刺激の位置を特定するためにいくつかのキューを使用し、主に両耳間の時間差を利用している。これらのキューにより、個人は刺激の高さ（自分に対する上下の位置）や方位（自分が向いている方向に対する角度）を識別することが可能になる。

#### 両耳間時間差
音が個人の正面または背後に直接位置していない限り、音刺激は各耳に到達するまでの距離にわずかな差が生じる。この距離の差により、各耳で信号が知覚される時間にわずかな遅延が生じる。この両耳間時間差 (Interaural time and level difference) の大きさは、信号が頭の側面から来るほど大きくなる。したがって、この時間遅延によって、人間は到来する音の位置を正確に予測することが可能である。両耳間レベル差は、両耳に到達する音圧レベルの違いによって生じるものである。これは、頭が音波を遮ることによって遠い耳に到達する音が減衰するためであり、このレベル差によって人間は音の水平方向（方位）を正確に予測できる。この効果は高周波の音に対してのみ生じる。

#### スペクトラルキュー
スペクトルキューとは、入ってくる音の分布に基づいてその位置を特定するための片耳でのキューである。音波の分布（またはスペクトル）の違いは、音が耳管に入る前に頭部や外耳と相互作用することで生じる。

### 聴覚刺激グループ化における原則
聴覚システムは、環境で通常発生する聴覚刺激の特性に基づき、入ってくるキューを理解するためにいくつかのヒューリスティック（経験則）を利用している。キューのグループ化とは、人間が特定の法則に基づいて、入ってくる刺激を自然に整理されたパターンとして知覚することを指す。

#### 開始時間
2つの音が異なるタイミングで始まる場合、それらは異なる音源から発生した可能性が高い。同時に発生する音は、同じ音源から発生した可能性が高い。

#### 場所
同じ位置またはゆっくりと変化する位置から発生するキューは、通常同じ音源からのものである。2つの音が空間的に離れている場合、位置のキューがそれらを知覚的に分離するのに役立つ （両耳聴効果を参照）。音が移動している場合、それは連続的に移動するものであり、不規則に飛び跳ねる音は同じ音源から発生している可能性が低い。

#### 音色の類似性
音色（timbre）とは、音の高さに依存しない音の質や音の特徴のことである。これにより、同じ音を演奏している異なる楽器を区別することができる。複数の音を聞く際、各音の音色は（音の高さに関係なく）変わらないため、異なる音源からの音を時間とともに識別することが可能となる。

#### ピッチの類似性
音高（pitch）とは、私たちに届く音波の周波数を指す。単一の物体が時間の経過とともにさまざまな音高を生み出すことはあり得るが、通常は似た範囲の音を出す可能性が高い。音高が不規則に変化する場合、それらは異なる音源から発生していると認識されやすい。

#### 聴覚連続性
ゲシュタルト的な良い連続性の法則（グループ化の法則を参照）に類似して、滑らかに変化する音や一定の音は、しばしば同じ音源から発生していると見なされる。同じ周波数の音は、他のノイズによって中断されても、連続したものとして知覚される。一方で、非常に変動する音が中断される場合、それは別個の音として認識される。

### 聴覚キューの知覚に影響を与える要因

#### 優先効果
1つ目の音が長い間鳴り続けた後に、異なる場所から2つ目の音が鳴り始めると、人はそれぞれの音を異なる場所から発生した2つの独立した音として認識する。しかし、1つ目と2つ目の音の開始の間隔が短くなると、2つの音を区別できず、どちらも最初の音の位置から発生しているように感じる。この効果は、各耳と音源との距離の違いによって生じる音の知覚のわずかな差異を相殺する。

#### 聴覚キューと視覚キューの相互作用
視覚と聴覚への刺激には強い相互作用が存在する。視覚と聴覚のキューは、どちらも物体の位置に関する正確な情報を提供するため、通常は両者の間にほとんど差異は生じない。しかし、これらのキューが異なる情報を提供する場合もある。視覚優位の一例として腹話術効果が挙げられる。これは、人の視覚システムが聴覚刺激の発生源を聴覚システムとは異なる位置にあると認識する現象である。この場合、視覚キューが聴覚キューを上回り、見えている物体の位置から音が聞こえるように知覚される。
また、聴覚が視覚に影響を与えることもある。ある研究では、画面上に2つの物体を表示し、1つは右上から左下に、もう1つは左上から右下に対角線上に動かし、中央で交差する様子を見せた。これらの同一の物体の動きは、交差してそのまま進むと解釈されることもあれば、跳ね返っていると解釈されることもある。聴覚キューがない場合、ほとんどの被験者は物体が交差してそのまま進むと見ていた。しかし、交差する瞬間に小さな「クリック」音を追加すると、多くの被験者が物体が跳ね返っているように知覚した。この場合、聴覚キューが視覚の解釈を助ける役割を果たしている。

## 触覚におけるキュー
触覚キューとは、体性感覚系によって受け取られる信号を表す触覚、または触覚の同士の関係を指し、それにより高次の情報を推測できるものである。これらのキューを受け取り処理した結果は触覚として総称され、心理学、認知科学、神経生物学の分野で研究対象となっている。
「触覚」という言葉は、特に実験心理学や生理学において、環境の積極的な探索を明示的に指すこともあるが、体性感覚全体を指す場合が多い。

### 体性感覚系
体性感覚系は、環境から温度、質感、圧力、固有受容感覚、痛みなどさまざまな情報を取り込む。これらの知覚にはそれぞれ異なる信号が関与し、それに応じた受容体も異なる。例えば、温覚受容体（温度）、機械受容体（圧力や質感）、侵害受容体（痛み）、化学受容体などが挙げられる。

### 触覚のキューに関する研究

#### 触覚と視覚のキューの相互作用
触覚コミュニケーションと非言語コミュニケーションの相互作用に加え、触覚のキューは視覚刺激の識別反応時間を短縮する手段として研究されている。例えば、被験者が背もたれに触覚キューの出る椅子に座り、キューが画面上の刺激の出現位置を示すようにすることで、適切な触覚キューがあると反応時間が短縮され、不適切なキューがあると反応時間が増加することが確認されている。

#### 視覚障害者向けの技術における触覚のキューの利用
視覚障害者がより多くの情報にアクセスできるよう、触覚のキューが頻繁に利用されている。例えば、点字は触覚で読まれる文字であり、指で盛り上がったパターンをなぞることで読む。点字技術は、点字をデジタルメディアに拡張し、ウェブページや他の電子機器の読み取りを支援する新しいツールの開発を目的としており、しばしば触覚と聴覚のキューの組み合わせが含まれる。
この分野での主要な課題の1つは「感覚過負荷」を克服することである。触覚で素早く伝えられる情報量は視覚よりも少なく、現行技術による限界もあるため、視覚情報を触覚と聴覚の両方に変換するマルチモーダルなアプローチが最良の結果をもたらすことが多い。例えば、画面に対応したタブレット上で電子ペンを操作すると、その場所に応じて異なる振動や音が出るようにする技術などが挙げられる。

## 嗅覚におけるキュー
嗅覚のキューとは、鼻を通じて受け取られる化学信号であり、嗅覚系により認識される。このキューにより、人間や動物は物体から放出される化学信号を嗅ぎ取ることができる。嗅覚のキューは、性的な繁殖行動や多くの種における交尾行動の引き金となるため、非常に重要である。また、母子の絆や、腐った食べ物を見分けるといった生存のための技術にも関与する。こうした情報の受け取りと処理の結果が「嗅覚」として知られている。

### 嗅覚系
嗅覚のプロセスは、化学分子が鼻に入り、嗅粘膜に達するところから始まる。嗅粘膜は鼻腔内にある10円玉ほどの大きさの領域で、嗅覚受容神経が存在する。嗅覚受容体には350種類があり、それぞれが限られた範囲の臭気に反応する。これらの神経は信号を嗅球内の糸球体に送る。各糸球体は特定の嗅覚受容神経からの情報を集め、嗅覚信号はその後、梨状皮質や扁桃体、そして嗅覚の高次処理が行われる眼窩前頭皮質へと伝達される。

### 嗅覚記憶
嗅覚記憶とは、ある特定の匂いを思い出すことである。研究によれば、嗅覚記憶は非常に持続性が高く、他の嗅覚記憶からの干渉に対しても高い抵抗力があるため、長期間個人の中に残ることが分かっている。これらの記憶はほとんどが明示的であるが、匂いの記憶には暗示的な形も含まれており、記憶に関する一部の理解を提供する。哺乳類の嗅覚のキューは、母子の絆の形成や子供の正常な発育の調整において重要な役割を果たす。特に母性行動において嗅覚記憶は重要である。胎児は子宮内で嗅覚のキューに慣れ親しむことが示されており、新生児が羊水の匂いに対して好意的な反応を示すことから、胎児は子宮内でこうしたキューから学習していると考えられている。

## 環境心理学的なキュー
環境キューとは、環境に存在するすべての感覚的なキューを指す。集中した注意が向けられることで、環境キューは「注目されたキュー」となる。しかし、大部分の環境キューは視覚的な文脈手がかり効果 (Contextual cueing effect を参照) のように無意識に取り込まれる。環境キューは、世界の知覚を形成する主要な文脈として働き、これにより、過去の経験が記憶の想起や意思決定に影響を与えるようにプライミングされる。この点はマーケティングにも応用されており、店内の雰囲気やレイアウトが購買行動に影響を与えることを示す証拠がある。(注: プライミングとは、あらかじめ受けた刺激によって、行動が無意識に影響を受けること)
環境キューは、植物と動物の行動を調整する上で直接的な役割を果たす。例えば、温度変化や食物の利用可能性といった環境キューが、魚の産卵行動に影響を与える。また、環境そのものが生み出すキューに加えて、アリのフェロモンの道筋のような他の生物が生み出すキューも、行動に影響を与え、これらの生物間で間接的に行動の調整を促すことがある。
知覚の研究において、環境キューは実験デザインにおいて大きな役割を果たす。これらのメカニズムは自然環境の中で進化してきたため、シーン統計や自然なシーンを作り出す欲求が生まれる。実験環境が人工的すぎると、自然なシーン統計を用いる理想的な観察者実験において外的妥当性が損なわれる可能性がある。

## パーキンソン病におけるキュー
パーキンソン病に関連する多くの問題の中には、歩行に関する障害、すなわち歩行に関連する問題が含まれている。例えば、「歩行の凍結」では、パーキンソン病の患者が突然歩行を止め、しばらくの間前進できなくなることがある。研究によると、足音のような歩行に関連する聴覚刺激 (キュー) が、パーキンソン病患者の歩行障害の改善に効果があることが示されている。特に、キューの連続性（歩調）と行動関連性（歩行によく関連する音）の2つの要素が、歩行の変動を減少させるのに役立つとされている。
感覚的キューの使用も、パーキンソン病患者の運動機能の改善に効果があることが示されている。研究によると、感覚的キューはパーキンソン病患者が日常生活動作（ADL）を遂行するのに有益であることが示されている。研究では、標準的な運動機能の基準には達しなかったものの、評価後にわずかな運動障害の再発が見られたものの、全体として感覚キューが理学療法において有益であり、パーキンソン病の症状に対抗するための運動発達の改善に役立つ資源であることが確認された。